# Nello Malizia
Nello Malizia (né le 30 juillet 1950 à Montenero di Bisaccia, dans la région du Molise) est un footballeur italien des années 1970 et 1980.

## Biographie
En tant que joueur, Nello Malizia fut gardien de but. Il commença sa carrière à l'AC Maceratese puis signa à Pérouse Calcio. Dès la première année, il remporte la Serie B en 1975. Lors de la saison 1978-1979, il termina deuxième de Serie A, derrière le Milan AC.
Il signa en 1982 à Cagliari Calcio pour une saison. Puis après une saison à Calcio Padova, il arrive à l'Atalanta Bergame pendant quatre saisons. Il termine sa carrière à l'Orceana Calcio (it) en Serie C2.

## Clubs
- 1970-1974 : AC Maceratese
- 1974-1982 : Pérouse Calcio
- 1982-1983 : Cagliari Calcio
- 1983-1984 : Calcio Padova
- 1984-1988 : Atalanta Bergame
- 1988-1989 : Orceana Calcio (it)

## Palmarès
- Championnat d'Italie de football
  - Vice-champion en 1979
- Championnat d'Italie de football D2

- - Champion en 1975